# Catena del Tricorno
La Catena del Tricorno (in sloveno Greben Triglava) è un massiccio montuoso delle Alpi Giulie, in Slovenia, che prende il nome dalla montagna più significativa: il Monte Tricorno.

## Collocazione

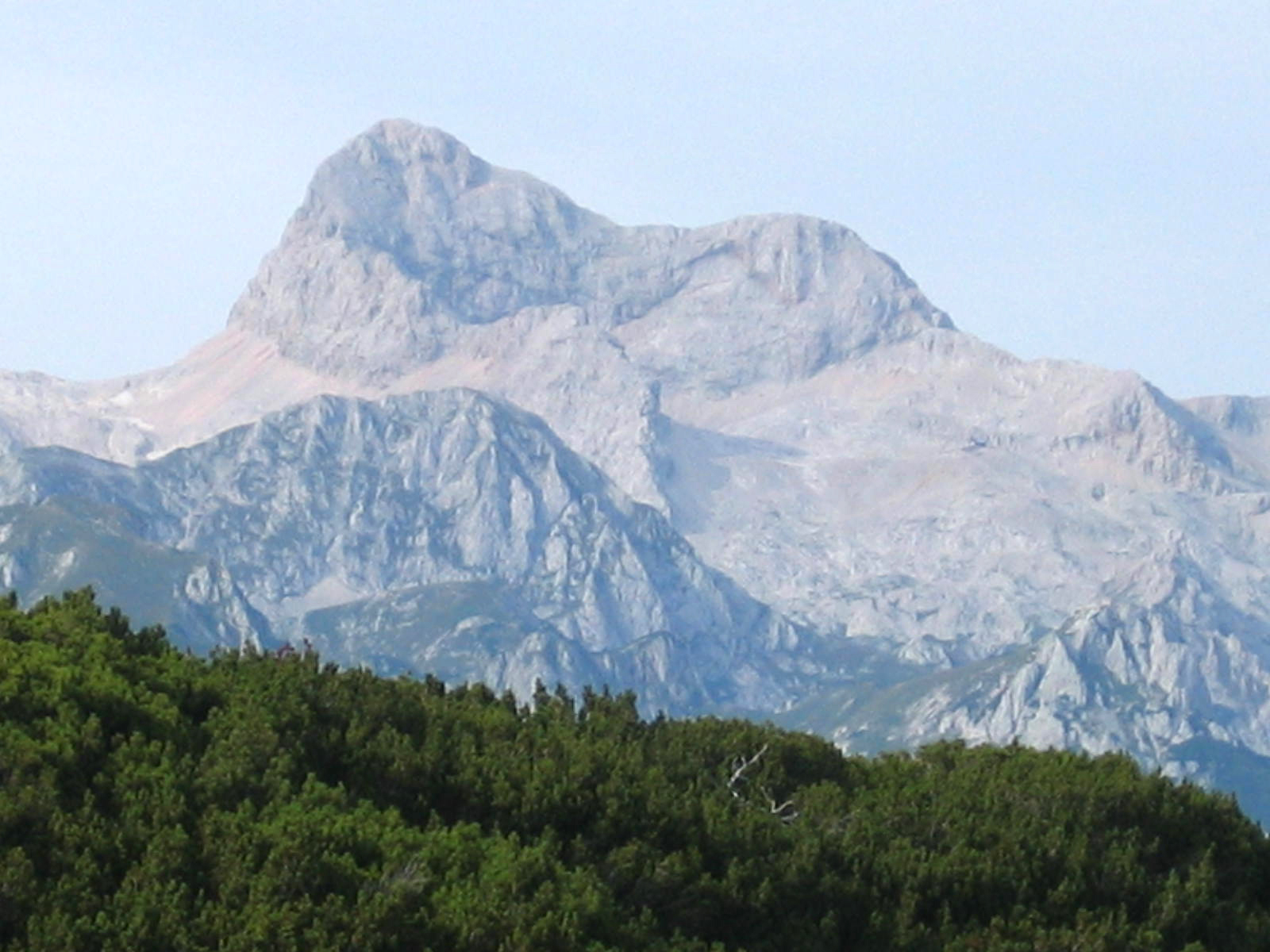
Il Monte Tricorno

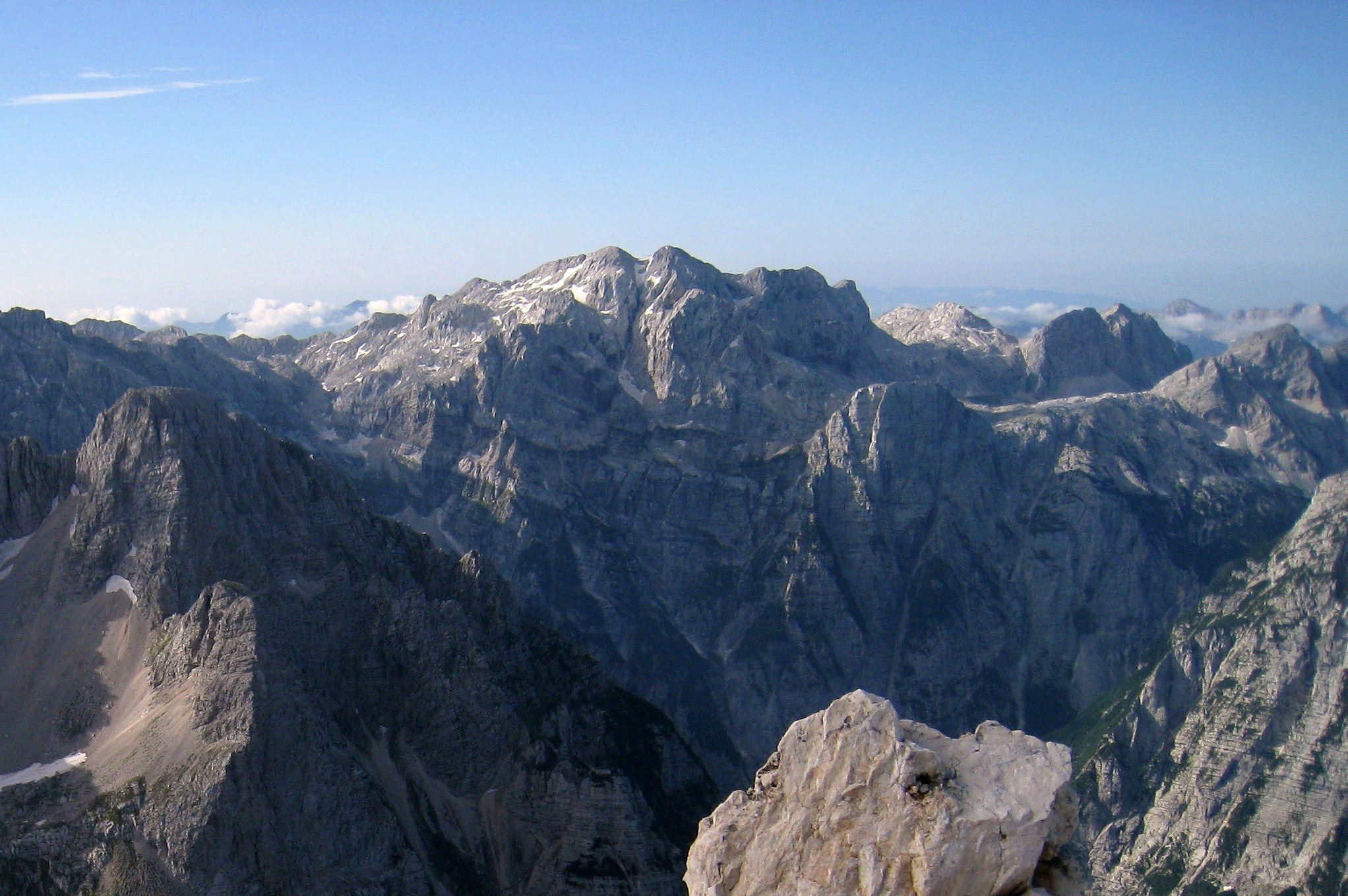
Kanjavec

Secondo le definizioni della SOIUSA la Catena del Tricorno ha i seguenti limiti geografici: Passo del Forame, torrente Bistrica, Sava Dolinka, Sava Bohinjka, Lago di Bohinj, Sella Vratca, torrente Lepena, alta Val Trenta, Passo del Forame. Essa raccoglie un porzione nord-orientale delle Alpi Giulie.

## Classificazione
La SOIUSA definisce la Catena del Tricorno come un supergruppo alpino e vi attribuisce la seguente classificazione:
- Grande parte = Alpi Orientali
- Grande settore = Alpi Sud-orientali
- Sezione = Alpi e Prealpi Giulie
- Sottosezione = Alpi Giulie
- Settore di sottosezione = Alpi Giulie Orientali[1]
- Supergruppo = Catena del Tricorno
- Codice =  II/C-34.I-E

## Suddivisione
La Catena del Tricorno viene suddivisa in due gruppi e cinque sottogruppi:
- Gruppo del Tricorno (8)
  - Nodo del Tricorno (8.a)
  - Sottogruppo Lepo Spicje-Komenske gore (8.b)
  - Monti di Stara Fuzina (8.c)
- Gruppo Pokljuka-Mežakla (9)
  - Monti della Pokljuka (9.a)
  - Costiera della Mežakla  (9.b)

## Montagne
Le montagne principali appartenenti alla Catena del Tricorno sono:
- Monte Tricorno (Triglav) - 2.864 m
- Kanjavec - 2.569 m
- Rjavina - 2.532 m
- Vrh Zelenic - 2.468 m
- Begunjski vrh - 2.461 m
- Lepo Spicje - 2.398 m
- Cmir - 2.393 m
- Vrh Hribaric - 2.388 m
- Mišeljski konec - 3.358 m
- Mišelj vrh - 2.350 m
- Plaski Vogel - 2.349 m
- Malo Špičje - 2.312 m
- Škednjovec - 2.309 m
- Debeli Vrh - 2.302 m
- Monte Tosc - 2.275 m
- Veliki Draški vrh - 2.241 m
- Vernar - 2.220 m
- Vršac - 2.194 m
- Mali Draški vrh - 2.132 m
- Tičarica - 2.091 m
- Ogradi - 2.087 m
- Mala Tičarica - 2.072 m
- Viševnik - 2.132 m
- Jezerski Stog - 2.039 m
- Eva - 2.109 m
- Debela peč - 2.014 m
- Adam - 2.012 m
- Ablanca - 2.004 m
- Kaluder - 1.980 m
- Debeli - 1.864 m